# Targa-dak

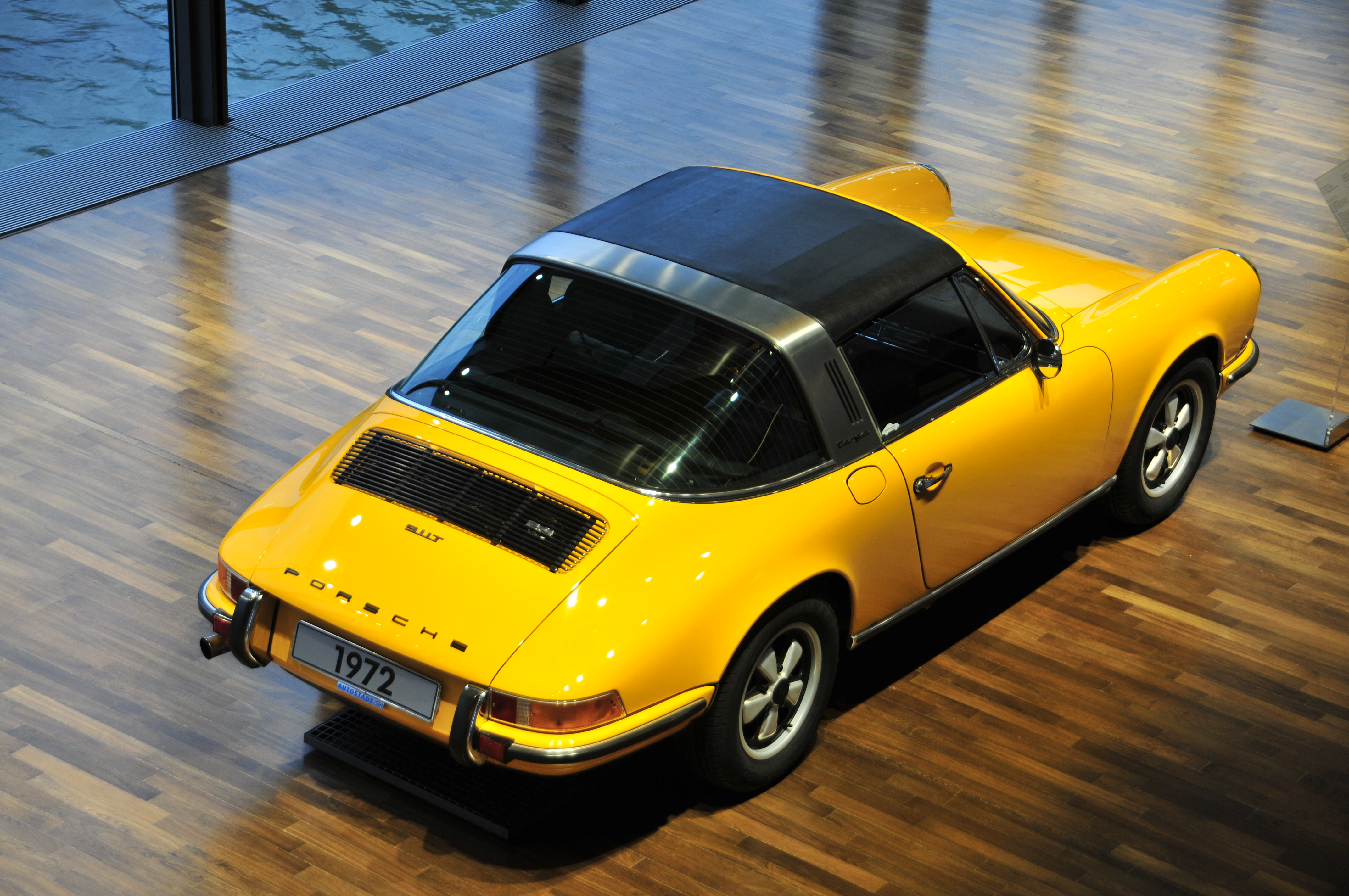
Porsche 911 targa, 1972

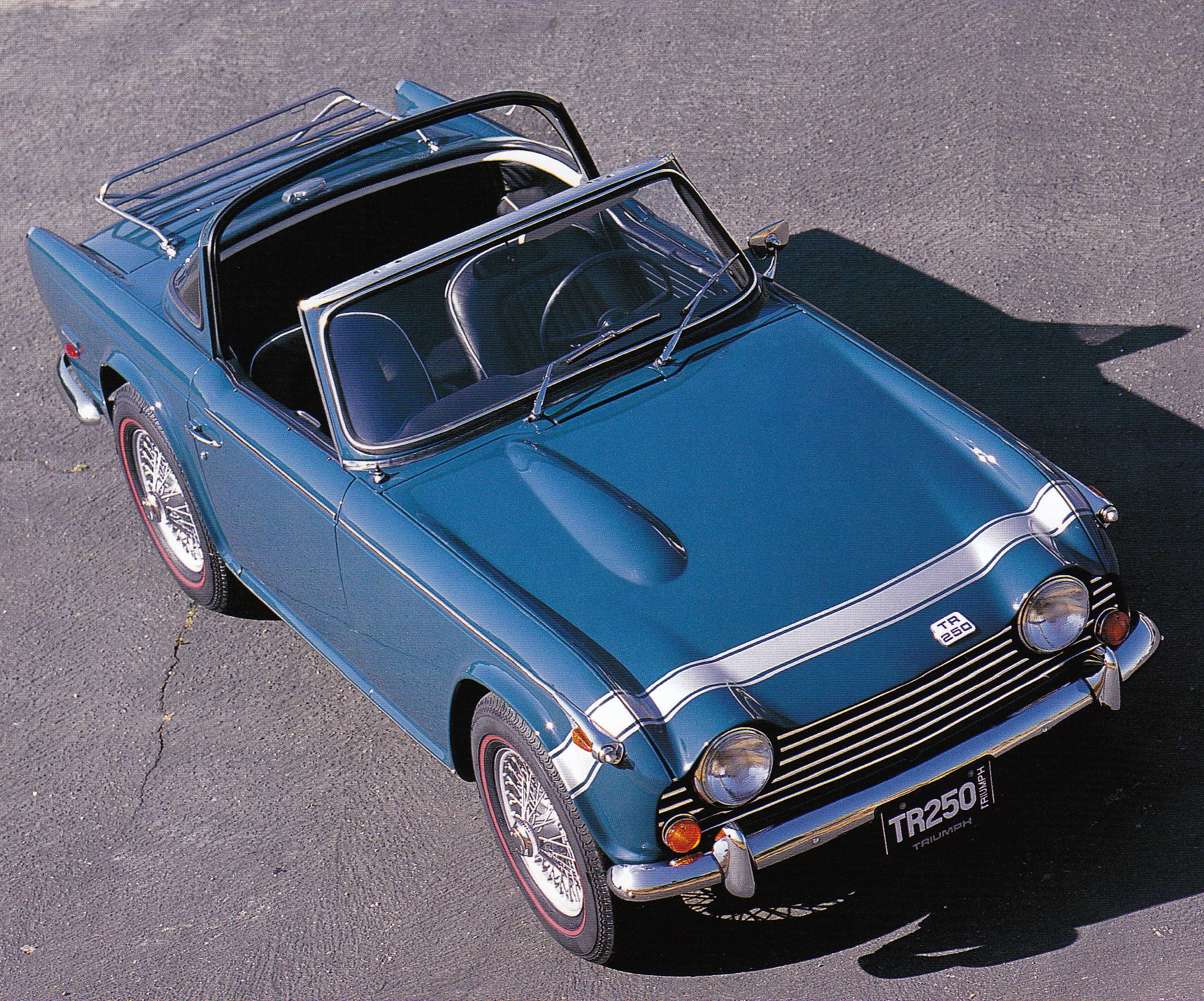
Triumph TR250 Valencia blue met "Surrey Top"

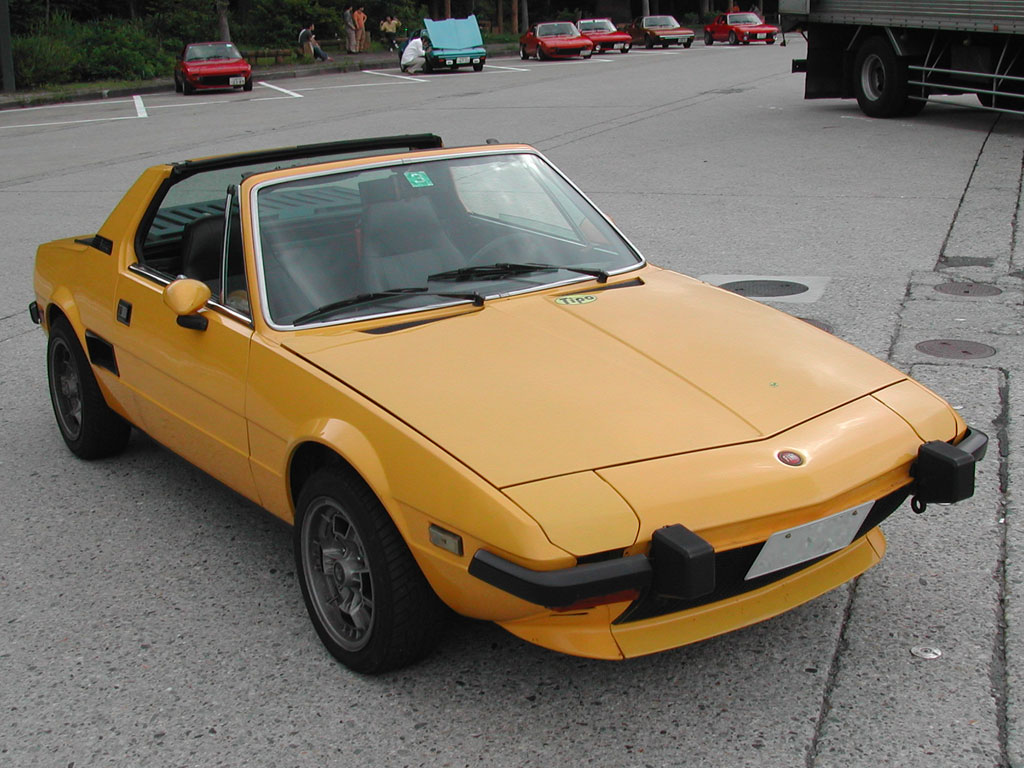
Fiat X1/9

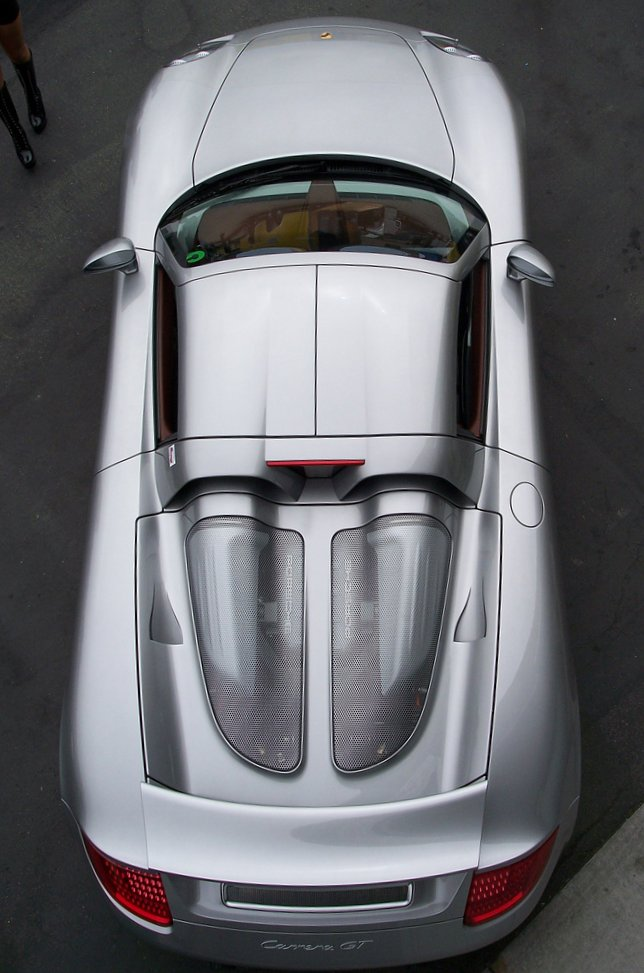
Porsche Carrera GT met tweedelig targadak

Een targa-dak is een bijzondere vorm van een cabriolet (auto met te openen dak). Het verschil met een cabriolet is, dat alleen het dak boven de bestuurder en passagier(s) kan worden verwijderd en meestal de achterruit blijft zitten.
Deze constructie werd in 1961 voor het eerst toegepast bij de Triumph TR4 en werd "Surrey Top" genoemd. De benaming "Targa" werd voor het eerst gebruikt bij de Porsche 911 Targa in 1966. Dankzij de populariteit van dit model Porsche kwam de type-aanduiding Targa synoniem te staan voor de constructie. Het targa-dak werd pas echt populair bij autoproducenten, nadat begin jaren zeventig de Amerikaanse voertuigeisen dreigden te worden aangescherpt. Bij het over de kop slaan van een cabriolet gebeurde het vaak dat de dakconstructie het begaf. Een cabriolet met een targa-dakconstructie is steviger en beschermt de inzittenden beter dan een cabriolet. Porsche registreerde de naam Targa, zodat andere fabrikanten deze constructie een andere naam moesten geven. Het woord targa komt uit de Italiaanse taal en betekent plaat/schild. Porsche koos voor deze naam omdat het merk succesvol was geweest in de beroemde wegrace op het eiland Sicilië, de Targa Florio.
Voorbeelden van auto's met een targa-dak zijn, naast de genoemde Porsche 911 Targa, de Porsche 914, Fiat X1/9, Lotus Elise, Matra 530, Toyota Supra en de Bugatti Veyron 16.4 Grand Sport.
Een variant op het targa-dak is de T-bar, een constructie waarbij alleen twee dakdelen uit worden genomen en (vanaf de voorruit gezien) een T-vormige balk in het midden overblijft. Auto's met T-bar zijn onder andere de Chevrolet Camaro, Nissan 100NX en Toyota MR2.
Tegenwoordig is de cabriolet weer in opmars, omdat de A-stijl (waar de voorruit deel van uitmaakt) sterker kan worden gemaakt, en men vaak een telescopische rolbar achter de bestuurders maakt.
Als sensoren detecteren dat de auto over kop gaat, schuift deze uit om de inzittenden te beschermen.